# 東雲神社
東雲神社是位於愛媛縣松山市的神社。神紋為星梅鉢，舊社格為縣社。乃祭祀江戶時代後期至明治時代初期所流行藩祖的神社之一。

## 祭祀之天神
- 天照皇大神
- 豐受大神
- 天穗日命（久松松平家之家祖神）
- 菅原道真（天満大自在天神，久松松平家之家祖）
- 息長福玉命（東雲大明神，藩祖松平定勝）
- 奇足玉命（伊予松山藩第11代藩主，松山藩中興之祖松平定通）
- 真都榮命（伊予松山藩第16代藩主，老中松平定昭）
- 稚國玉命（藩祖松平定勝的嫡子松平定吉）

## 歷史
- 文政6年（1823年），松山藩第11代藩主松平定通為了祭祀藩祖松平定勝的神靈，向京都吉田家請求授與神號，而得到息長福玉命的神號，在松山城山揚木戶建造並暫時祈請了宮廟。
- 文政11年（1828年），祈請藩祖松平定勝嫡子松平定吉的神靈至境内之祠（神號為稚國命）。
- 天保8年（1837年），第12代藩主松平勝善再次委託授與松平定勝的神號，而獲東雲大明神的神號，並正式向松山城内的御社祈請。（約在當年，松山城山長者在山丘開始建造社殿）
- 天保11年（1840年），社殿完成，成為藩崇敬的神社。
- 1880年（明治13年），列為縣社。
- 1945年（昭和20年），在7月的松山空襲，社殿等多數建物燒燬。
- 1971年（昭和46年），位於松山城西堀側之伊勢神宮分社松山大神宮，遷至東雲神社的社殿遺跡地。
- 1973年（昭和48年），神造式的社殿落成，共同奉祀了松山大神宮及東雲神社的神靈。
- 2016年（平成28年）3月，發現「金彩獅子枝菊和製南蠻胴具足」。

## 年度事項
- 春季例行大祭
- 秋季例行大祭

## 文化資產
國家的重要文化資產
短刀 銘 国弘作（松山市文化資產課）
太刀 銘 助包（松山市文化資產課）

## 所在地資訊
所在地
- 愛媛縣松山市丸之内73號地1

交通方式
- 伊予鐵路市内電車大街道停留場站下車（可搭乘少爺列車）往北徒步5分鐘。（松山城纜車搭乘處北側）

## 近郊的設施
- 松山城（纜車搭乘處）
- 坂之上的雲博物館
- 坂之上的雲特別戲劇館
- 大街道公車轉運站
- 大街道商店街
- 萬翠荘

## 外部連結
- 松山資訊 （页面存档备份，存于）